# 로럴과 하디

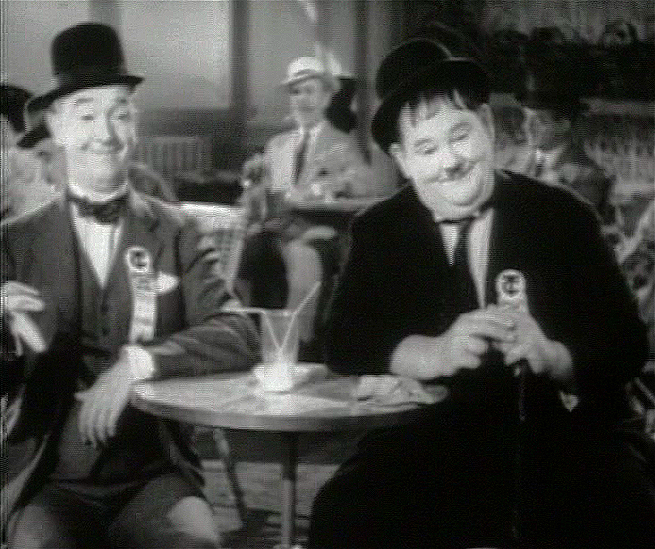
1939년의 로럴과 하디

로럴과 하디(영어: Laurel and Hardy)는 스탠 로럴과 올리버 하디로 이루어진 20세기 초 무성영화 시대의 코미디언 콤비이다.